# Tehuelchefolket

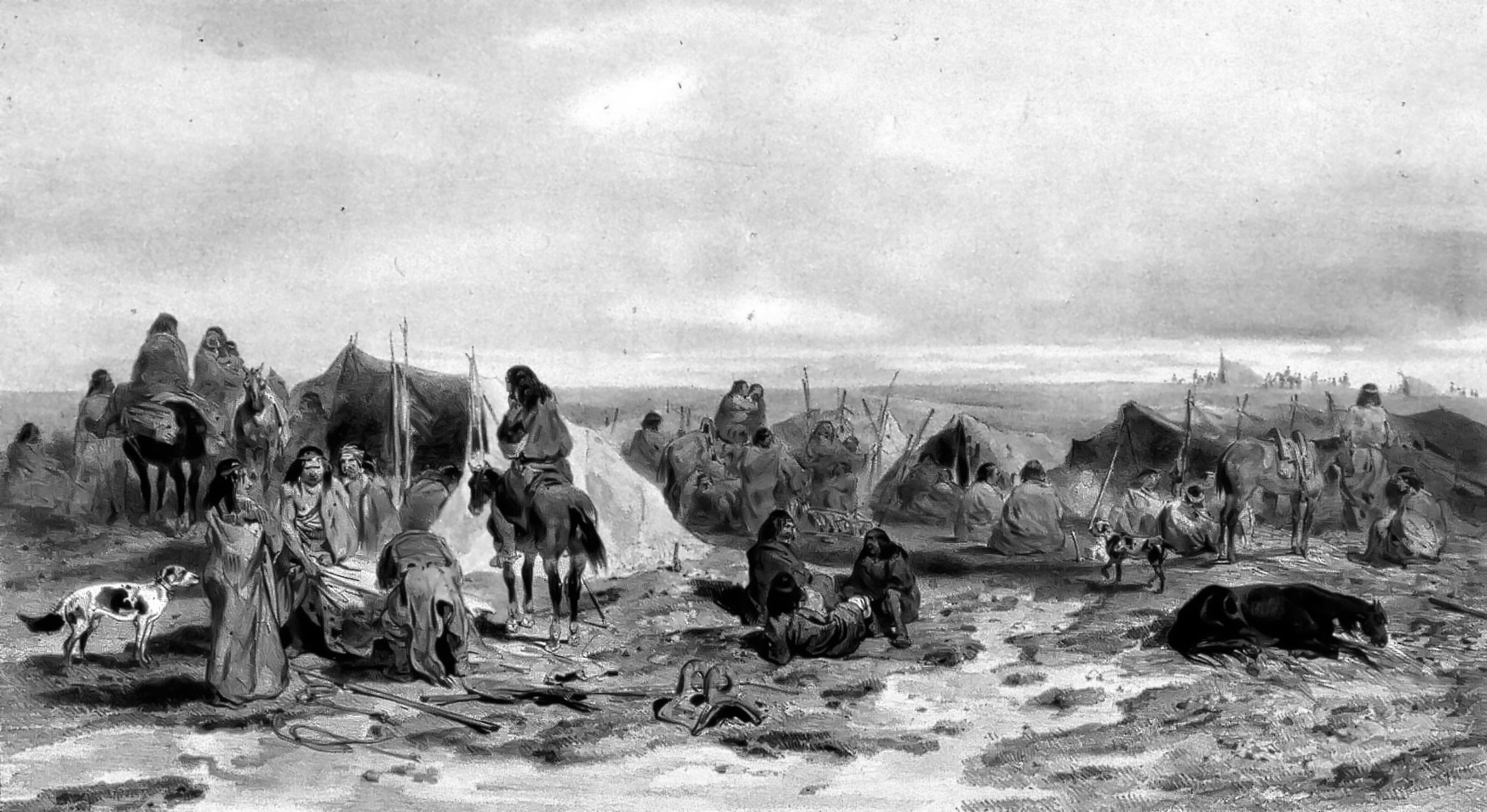
En konstnärs bild av ett indianläger, 1838.

Tehuelche, är eller var ett urfolk i södra och mellersta Argentina. Under 1800-talet fick de utstå strider med europeiska kolonister men förlorade till sist. Deras språk kallas också Tehuelche och tillhör chonspråken.